# Siebensterngasse
Die Siebensterngasse ist eine Straße im Wiener Bezirk Neubau.

## Lage
Die Siebensterngasse liegt in Wien-Neubau, zwischen der Mariahilfer Straße und der Burggasse. Sie verläuft in annähernd ost-westlicher Richtung ab der Breiten Gasse bis zur Neubaugasse durch die historischen Teile von Neubau, wie St. Ulrich und dem Spittelberg. Im westlichen Drittel weitet sich der Straßenzug zwischen Kirchengasse und Mondscheingasse zum Siebensternplatz.
Für Kraftfahrzeuge ist die Durchfahrt über die gesamte Länge nur in Richtung stadteinwärts möglich. Um Durchzugsverkehr zu unterbinden, ist die Siebensterngasse zwischen Neubaugasse und Kirchengasse Einbahn in Richtung stadteinwärts und in Richtung stadtauswärts müssen Kraftfahrzeuge schon vorher nach links in die Stiftgasse einbiegen. Die Straßenbahn und der Radverkehr sind davon nicht betroffen.
Durch die Straße verkehrt seit 2. Juni 1870 die Straßenbahn, seit 27. September 1901 elektrisch, seit 1907 bis heute mit dem Liniensignal 49. Außerdem wird die Straße an ihrem westlichen Ende durch die Autobuslinie 13A erschlossen, welche sie durch die Neubaugasse berührt.
Die einzige Grünanlage – abgesehen von einzelnen Baumpflanzungen im Bereich des Siebensternplatzes – ist der Siebensternpark, der auf der Parzelle Nr. 36 errichtet wurde.

## Geschichte
Die Siebensterngasse wurde 1862 nach dem ehemaligen Hausschild „Zu den sieben Sternen“ auf Nr. 13 benannt. Frühere Namen waren 1694 Chaosische Gasse nach dem damals noch dort bis etwa 1754 gelegenen Chaosschen Stiftungshaus (heute Stiftskaserne). 
Weitere Namen für Teilabschnitte waren Schwabengasse, Am Holzplatzl und Kleine Stiftgasse. In der Zeit des Nationalsozialismus von 1938 bis 1945 hieß sie Straße der Julikämpfer nach dem Juliputsch vom 25. Juli 1934, der von einer an der Ecke zur Stiftgasse gelegenen Turnhalle ausging. An der Stelle der Turnhalle befindet sich heute ein Trakt der Stiftskaserne.
Eine besondere Bedeutung erlangte die Siebensterngasse in der Geschichte des Österreichischen Films. 1928 befand sich ein Großteil der ca. 70 Filmverleihgesellschaften hauptsächlich in der Neubau- und Siebensterngasse. Man sprach vom „Filmbezirk Neubau“. Im Verlauf entstanden das „Filmhaus“ (Restaurant Schöner, Siebensterngasse 19), viele Amateurklubs sowie weitere Filmhäuser und Filmhaus-Kinos in der nahen Umgebung. Noch heute im Jahr 2018 befinden sich in der Siebensterngasse zwei Kinos. Rund um 1985 befand sich gegenüber dem Haus Nummer 31, ehemals „Sascha Filmindustrie“, das KOSMOS-Kino. Etwa 100 Jahre später (2018) findet man auf einem Streifzug durch das ehemalige Filmviertel den Sitz der Viennale – Vienna International Film Festival.

## Bauwerke
Der vor allem bis zur Stiftgasse, aber auch zwischen Mondscheingasse und Neubaugasse breite Straßenzug ist überwiegend durch mehrgeschoßige Gebäude aus der Zeit des Historismus gesäumt. Am Beginn (Nr. 3 bis 9) ist noch eine geschlossene Zeile von Häusern aus dem Biedermeier erhalten und auch westlich der Stiftgasse sind noch Reste der barocken Verbauung (Nr. 17, 19 und 26) vorhanden.
Sämtliche Gebäude befinden sich in Schutzzonen nach § 7 der Bauordnung für Wien: Nr. 1–11 Laimgrube, Nr. 2–18 Spittelberg, Nr. 13–31 Mariahilf, Nr. 20–40 St. Ulrich, Nr. 33–43 und 42–60 Neubau.

### Nr. 3, 5, 7, 9
Die vier Häuser wurden im Jahr 1831 errichtet, das denkmalgeschützte Haus Nr. 5 und Nr. 9 von Josef Strohmayer. Nr. 7 wurde bereits 1840 umgebaut. Zusammen bilden die vier Gebäude ein geschlossenes Biedermeierensemble.

### Nr. 11
An der Stelle dieses Seitentrakts der Stiftskaserne befand sich die Turnhalle, in der sich am 25. Juli 1934 die Teilnehmer am nationalsozialistischen Juliputsch versammelten.

### Nr. 17
Das Haus „Zur grünen Säule“ entstand Mitte des 18. Jahrhunderts. Das barocke Vorstadt-Bürgerhaus steht unter Denkmalschutz.

### Nr. 19
Das spätbarocke Vorstadt-Bürgerhaus „Zur goldenen Krone“ entstand in der zweiten Hälfte des 19. Jahrhunderts. Es beherbergte das Restaurant Schöner und jetzt das Siebenstern-Bräu, eine Kleinbrauerei mit Restaurationsbetrieb.

### Nr. 22
Das denkmalgeschützte Eckhaus zur Sigmundsgasse (idente Nr.: 2) ist ein Biedermeier-Zinshaus aus dem Jahr 1839.

### Nr. 24
Das spätbiedermeierliche Haus „Zum steinernen Lamm“ an der Ecke zur Sigmundsgasse (Nr. 1) wurde im zweiten Viertel des 19. Jahrhunderts erbaut. Es steht ebenfalls unter Denkmalschutz.

### Nr. 26
Das barocke Haus „Zum goldenen Flügel“ oder auch „Zur goldenen Aich“ entstand in der ersten Hälfte des 18. Jahrhunderts. 

### Nr. 31
Das dominierende Wohn- und Geschäftshaus an der Südseite des Siebensternplatzes zwischen Kirchengasse und Mondscheingasse entstand 1911 nach Plänen von Leopold Fuchs. Hier war bis 1938 der Sitz der Sascha Filmindustrie.

### Nr. 42–44
Das neoklassizistische Wohn- und Geschäftshaus mit Dekor im Stil der Wiener Werkstätte entstand zwischen 1913 und 1914 nach Plänen von Oskar Czepa und Arnold Wiesbauer. Der markante Bau an der Ecke zur Kirchengasse beherrscht die Nordseite des Siebensternplatzes. Das Haus steht unter Denkmalschutz.

### Nr. 46
Der 1874 erbaute frühhistoristische Adlerhof reicht bis zur Burggasse (Nr. 51) und bildet ein Durchhaus.

## Galerie

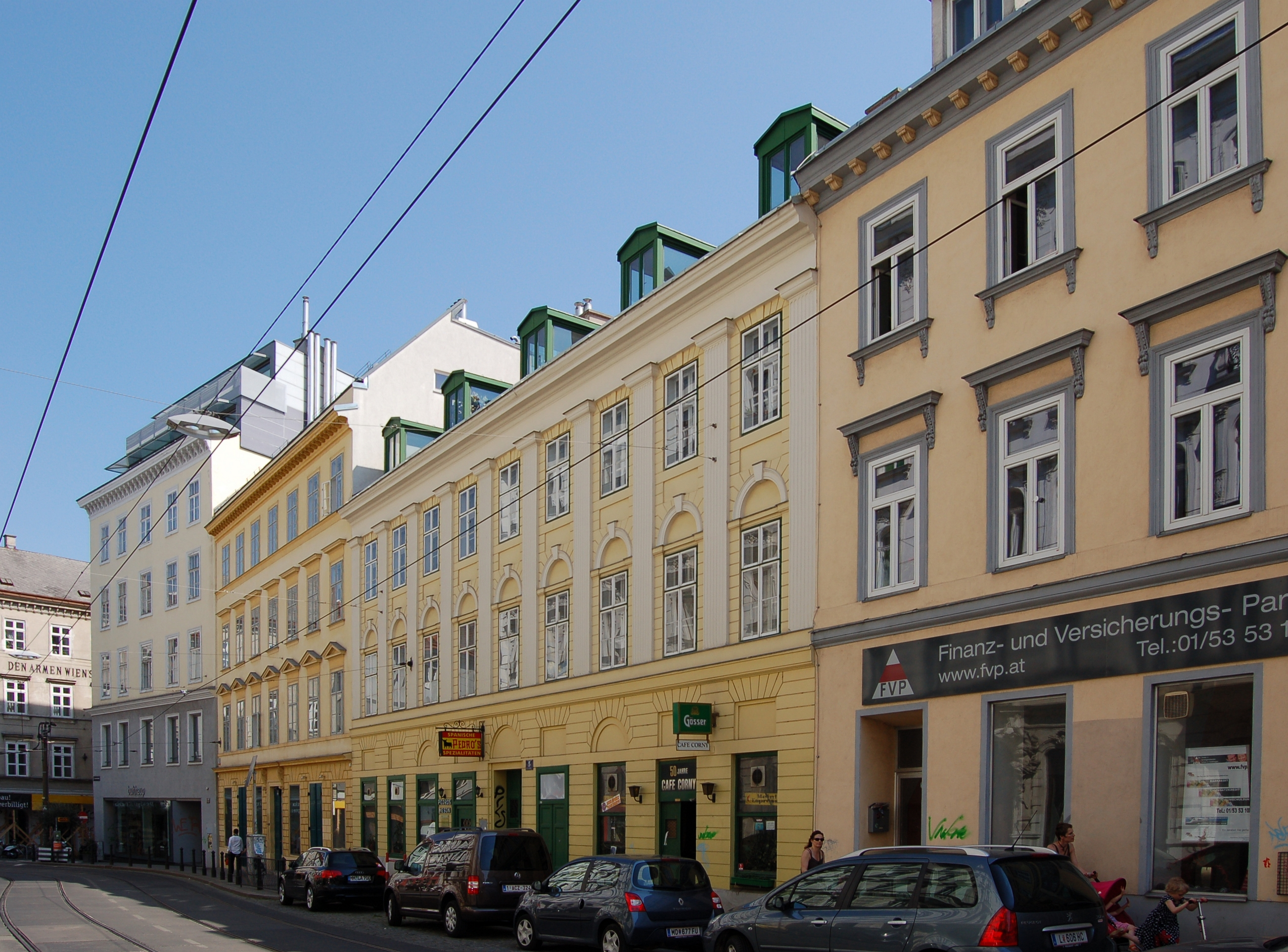
Nr. 3 bis 7: Biedermeierhäuser am Anfang der Siebensterngasse
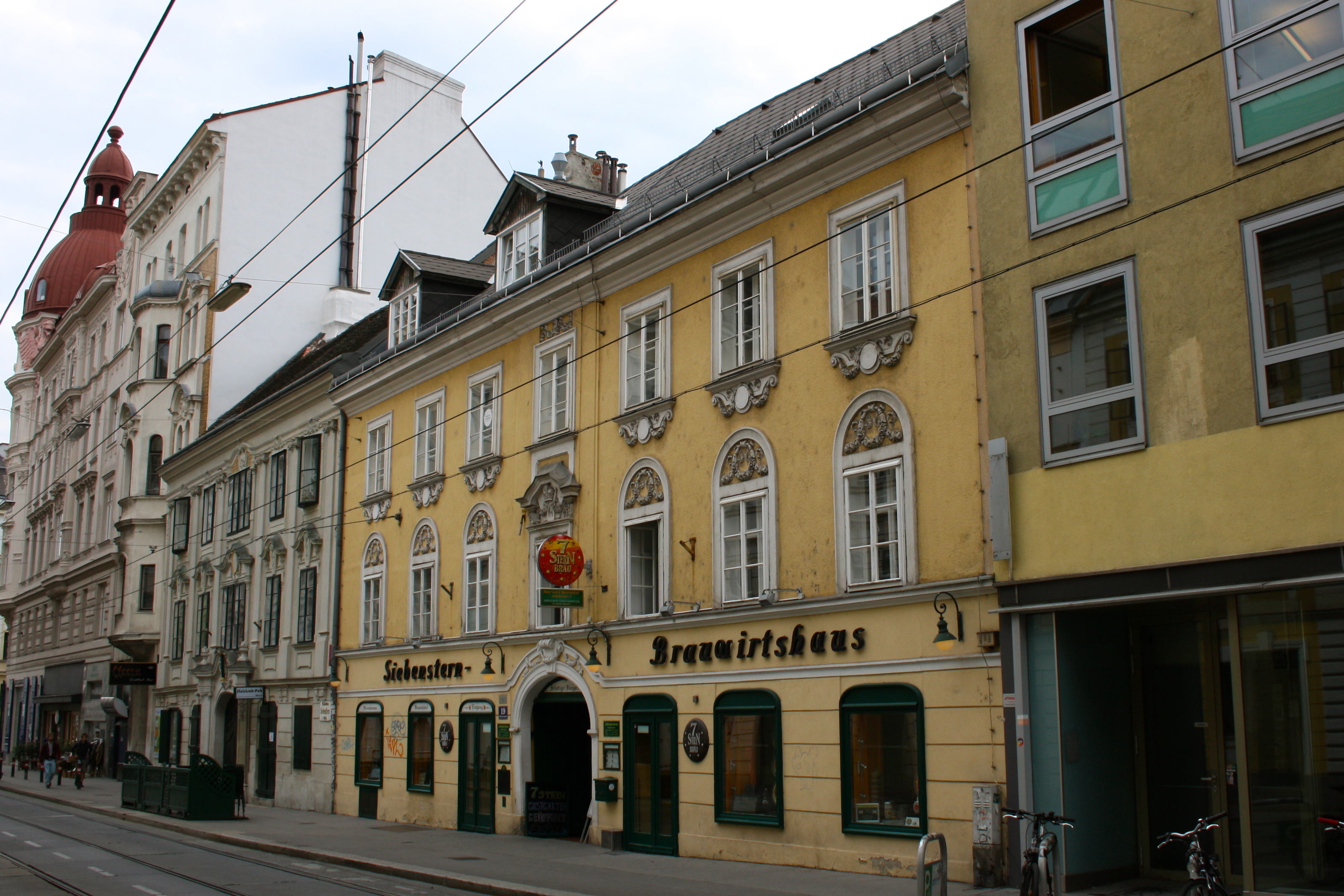
Nr. 17 („Zur grünen Säule“) und 19 („Zur goldenen Krone“, Restaurant Schöner): Barocke Vorstadthäuser
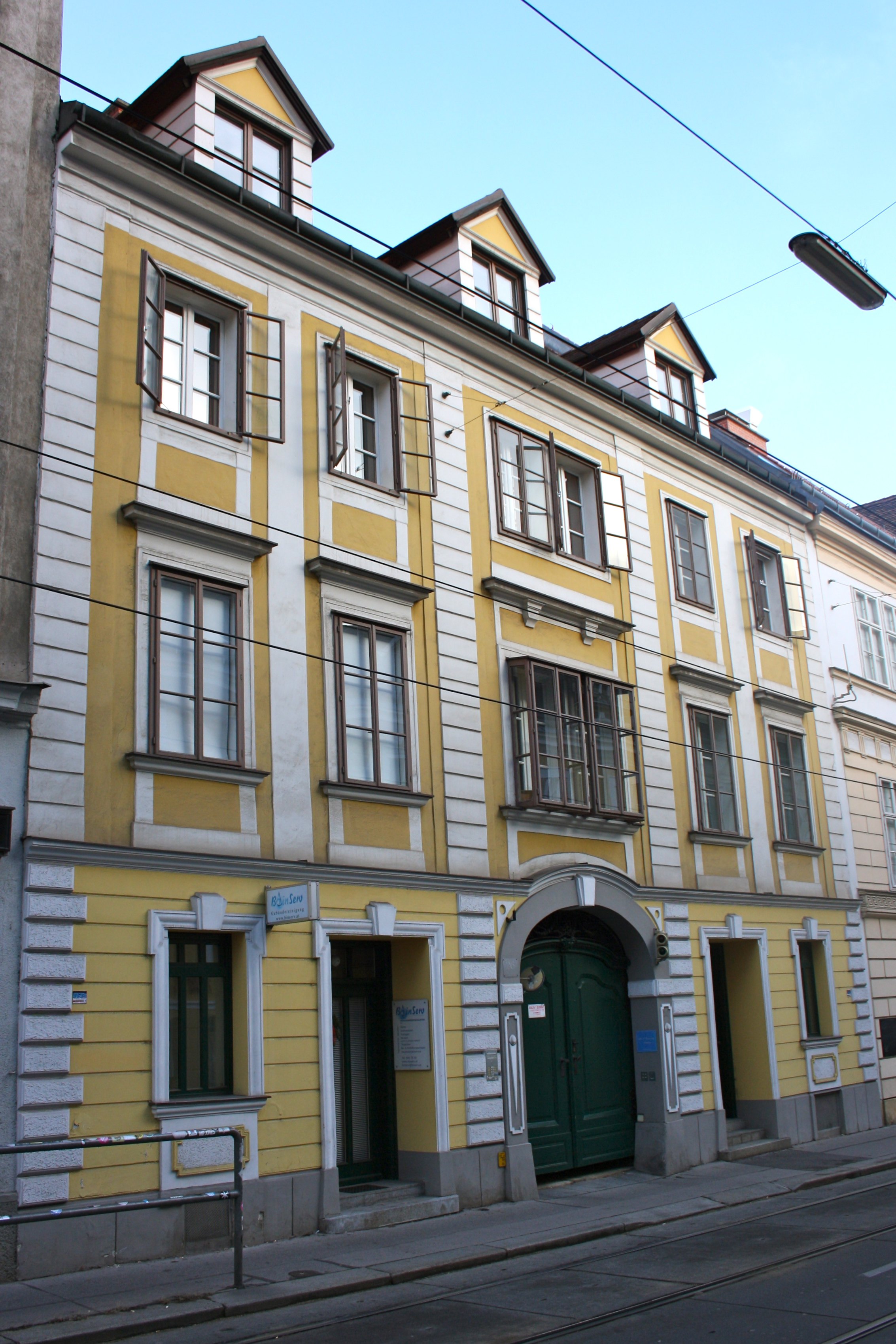
Nr. 26: „Zum goldenen Flügel“, 1. Hälfte des 17. Jhd.
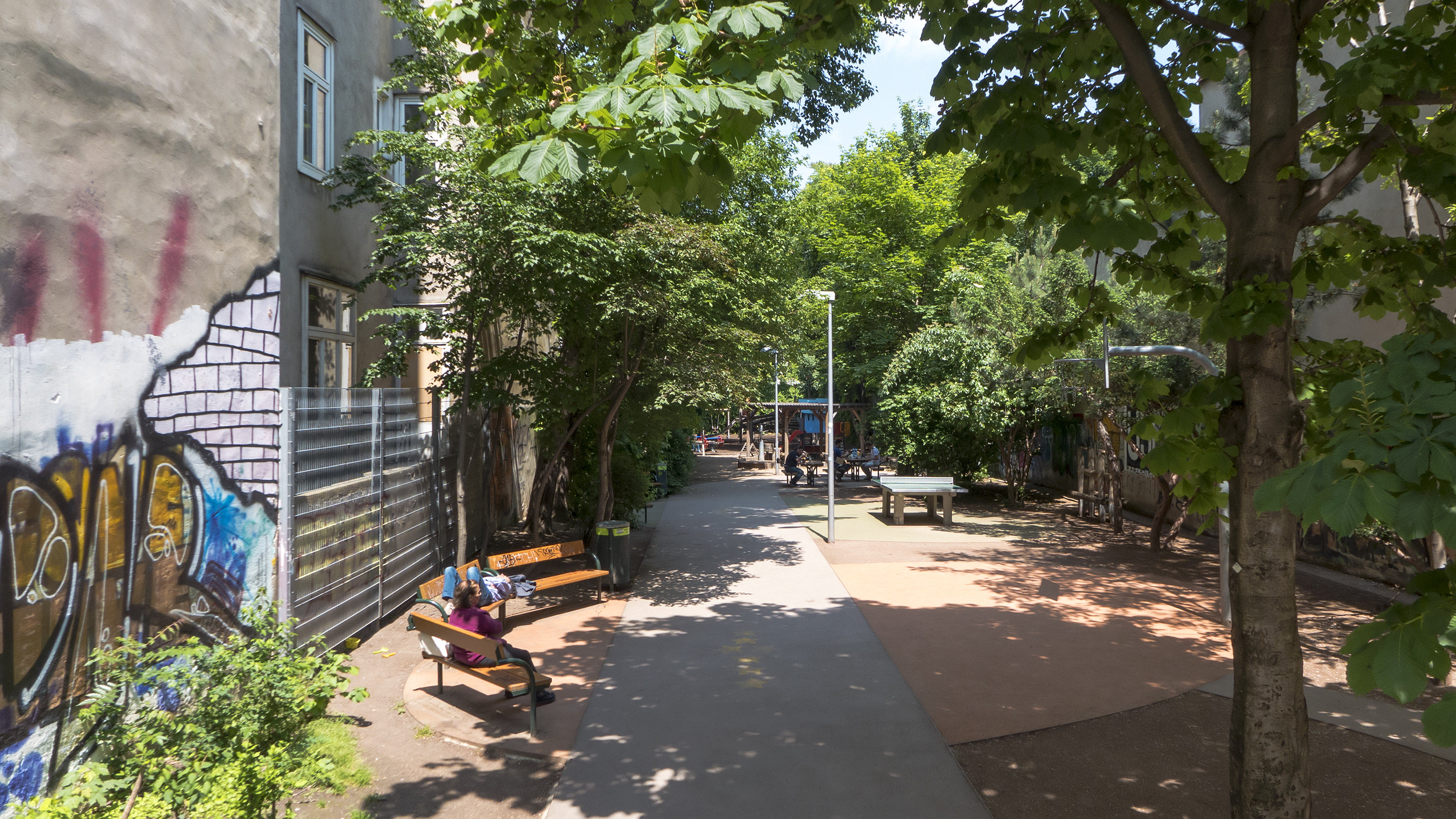
Siebensternpark
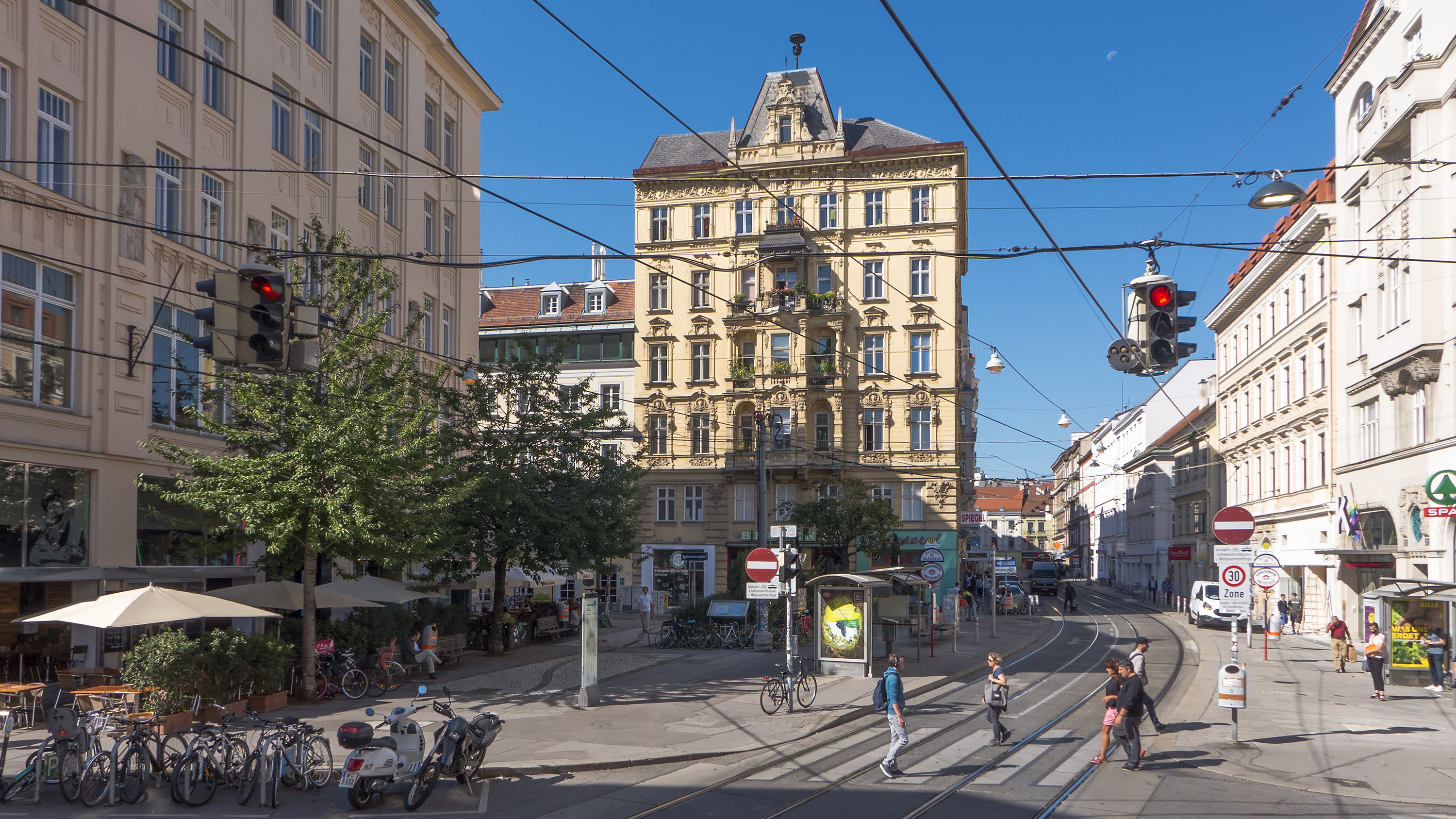
Siebensternplatz
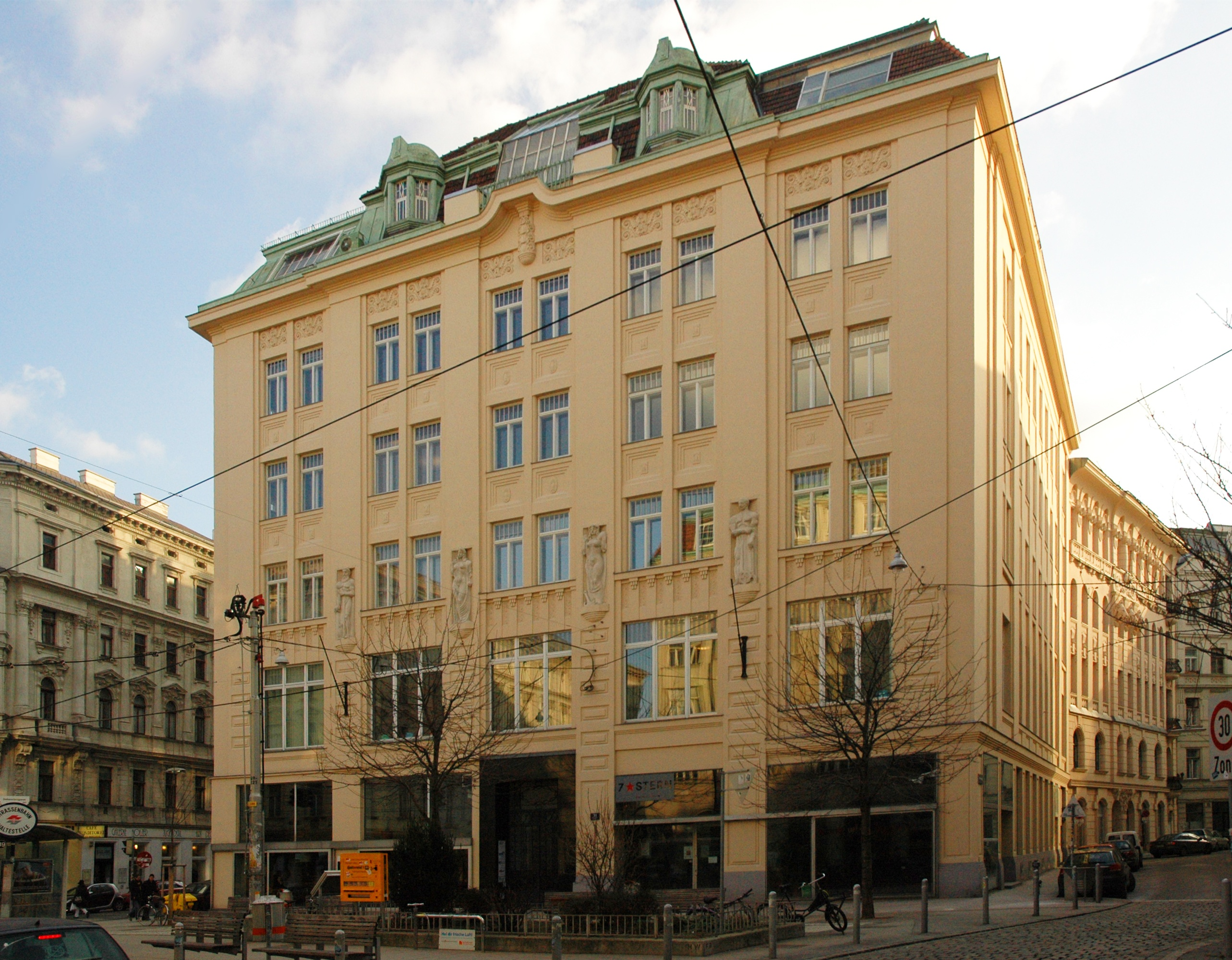
Nr. 31: Ehemalige „Sascha-Film“ am Siebensternplatz
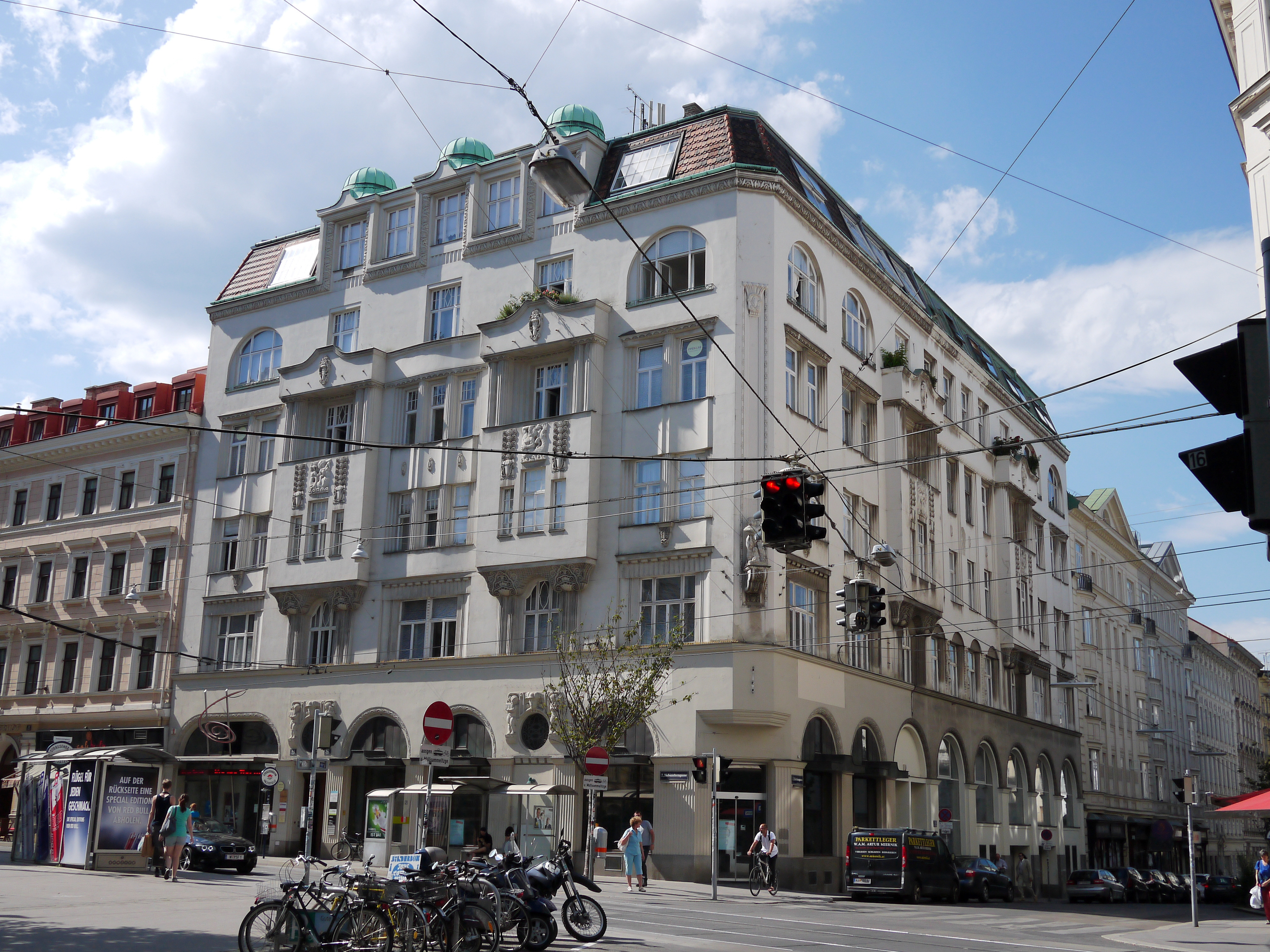
Nr. 42–44: Neoklassizistisches Eckhaus zur Kirchengasse
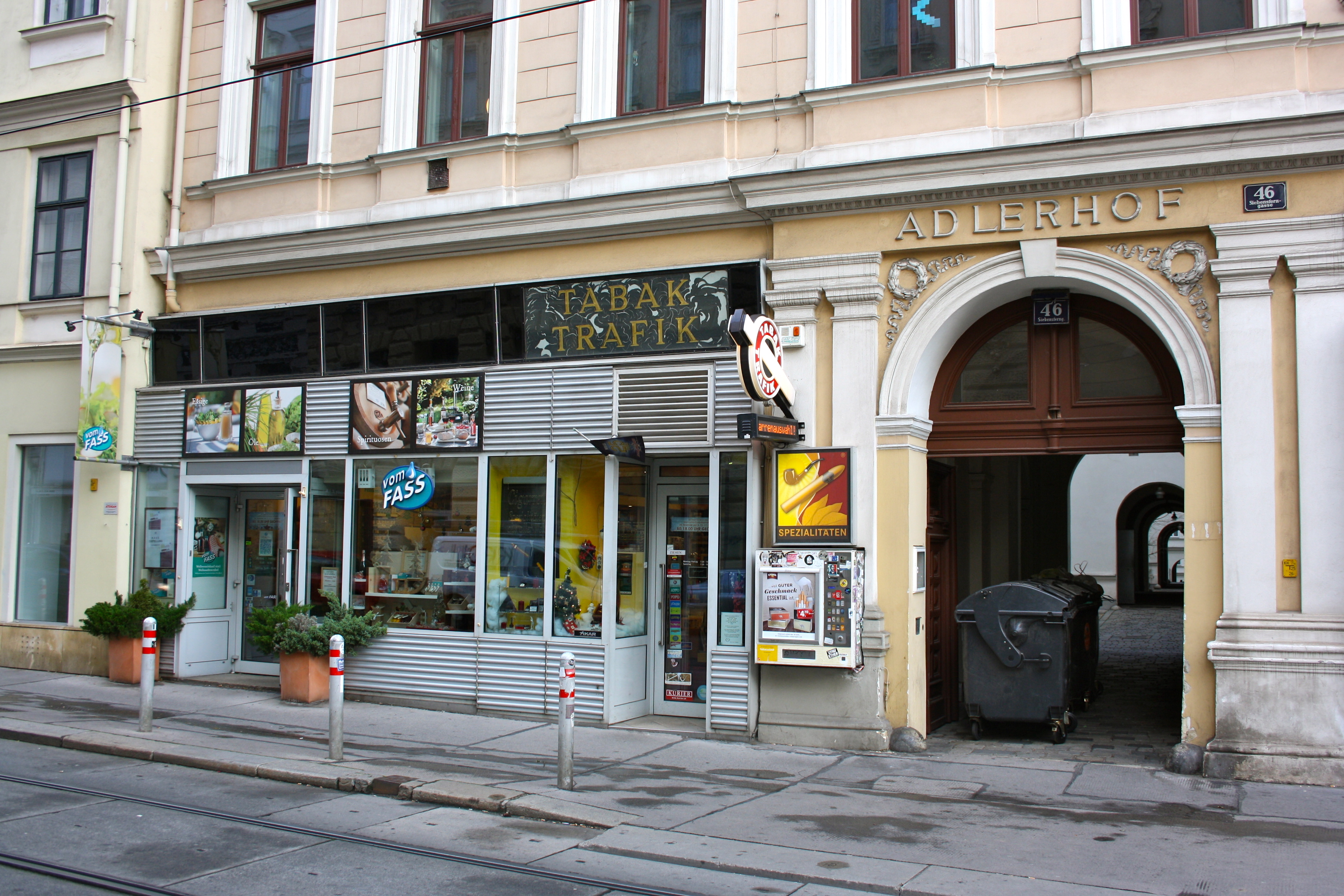
Nr. 46: „Adlerhof“, Durchhaus zur Burggasse
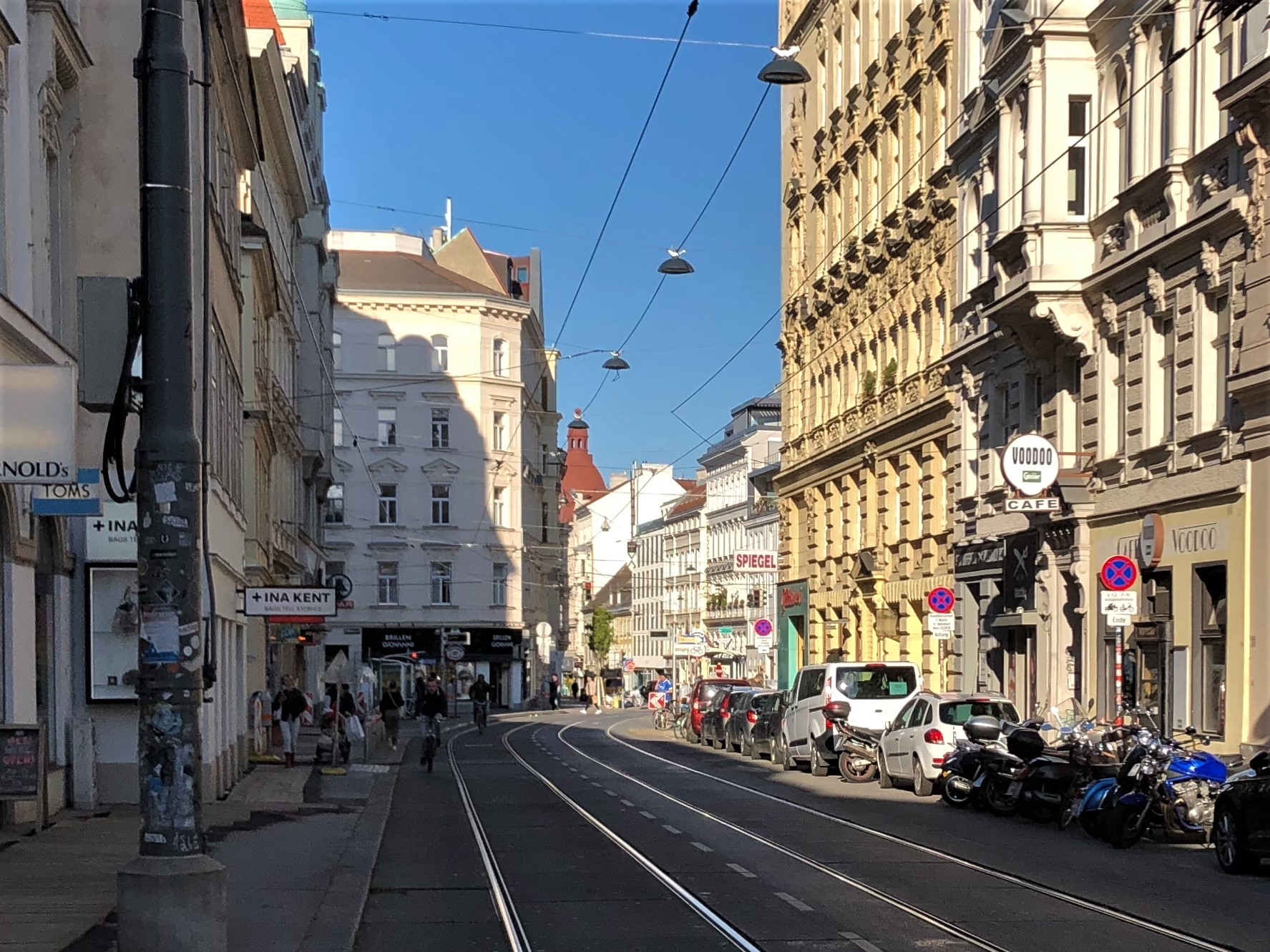
Bei der Zollergasse, Blickrichtung Siebensternplatz